# Белорусија на Песми Евровизије
Белорусија је на Песми Евровизије дебитовала 2004. године. Национално такмичење за белоруског представника врши се под покровитељствомНационалне телевизијске и радијске станице Републике Белорусије.
Представници Белорусије најбољи пласман су имали 2007, када је Дмитри Колдун заузео 6 место. Најлошији пласман било је 22. полуфинално место на такмичењу 2006.
Занимљиво је да је Белорусија највећи број својих 12-ки слала на адресу Русије (изузев 2009. и 2011. године). У Москви су Белоруси максималан број бодова доделили Норвешкој, а 2011. Грузији.
26. марта 2021. ЕРУ је објавила да је Белорусија дисквалификована са такмичења 2021. због политичког текста обе пријављене песме. Касније је белоруска телевизија избачена из ЕРУ, чиме је онемогућено даље учешће Белорусије на такмичењу.

## Представници
| Година    | Извођач(и)              | Песма                 | Финале            | Поени             | Полуфинале       | Поени            |                  |
| --------- | ----------------------- | --------------------- | ----------------- | ----------------- | ---------------- | ---------------- | ---------------- |
| 2004      | Александра и Константин | "My Galileo"          | Нису се пласирали | Нису се пласирали | 19               | 10               |                  |
| 2005      |                         | "Love Me Tonight"     | Нису се пласирали | Нису се пласирали | 13               | 67               |                  |
| 2006      |                         | "Mum"                 | Нису се пласирали | Нису се пласирали | 22               | 10               |                  |
| 2007      | Дмитри Колдун           | "Work Your Magic"     | 6                 | 145               | 4                | 176              |                  |
| 2008      |                         | "Hasta la Vista"      | Нису се пласирали | Нису се пласирали | 17               | 27               |                  |
| 2009      | [ 1 ] [ 2 ]             | "Eyes That Never Lie" | Нису се пласирали | Нису се пласирали | 13               | 25               |                  |
| 2010      | 3+2                     | "Butterflies"         | 24                | 18                | 9                | 59               |                  |
| 2011      | Анастасија Виникова     | "I love Belarus"      | Нису се пласирали | Нису се пласирали | 14               | 45               |                  |
| 2012      |                         |                       | Нису се пласирали | Нису се пласирали | 16               | 35               |                  |
| 2013      | Аљона Ланскаја          |                       | 16                | 48                | 7                | 71               |                  |
| 2014      | TEO                     |                       | 16                | 43                | 5                | 87               |                  |
| 2015      | Узари & Мајмуна         | "                     | Нису се пласирали | Нису се пласирали | 12               | 39               |                  |
| 2016      | Иван                    | "                     | Нису се пласирали | Нису се пласирали | 12               | 85               |                  |
| 2017      | Нави                    | "                     | 17                | 83                | 9                | 110              |                  |
| 2018      | Алексејев               | "                     | Нису се пласирали | Нису се пласирали | 16               | 65               |                  |
| 2019      | Зена                    | "                     | 24                | 31                | 10               | 122              |                  |
| 2020      | Вал                     | "                     | Отказано          | Отказано          | Отказано         | Отказано         |                  |
| 2021      | Galasy ZMesta           | "                     | Дисквалификована  | Дисквалификована  | Дисквалификована | Дисквалификована |                  |
| 2022–2025 | Није учествовала        | Није учествовала      | Није учествовала  | Није учествовала  | Није учествовала | Није учествовала | Није учествовала |

## Гласови
Белорусија ја највише поена дала:
| Ранг | Држава     | Поени |
| ---- | ---------- | ----- |
| 1.   | Русија     | 85    |
| 2.   | Украјина   | 66    |
| 3.   | Грузија    | 31    |
| 4.   | Азербејџан | 30    |
| 5.   | Јерменија  | 26    |
| =    | Молдавија  | 26    |

Белорусија је највише поена добила од:
| Ранг | Држава    | Поени |
| ---- | --------- | ----- |
| 1.   | Грузија   | 20    |
| 2.   | Русија    | 14    |
| 3.   | Молдавија | 13    |
| 4.   | Израел    | 12    |
| =    | Украјина  | 12    |
| 5.   | Јерменија | 10    |
| =    | Малта     | 10    |

НАПОМЕНА: Укупан број поена у горенаведеним табелама односи се само на поене из финала, док полуфинли поени нису приказани.